# Didier Convard
Didier Convard, né le 16 janvier 1950 à Paris, est un scénariste et dessinateur français de bandes dessinées, également auteur de littérature de jeunesse.

## Carrière
Après une école d’arts appliqués graphiques et quatre années d’enseignement de la publicité, Convard rejoint le monde de la bande dessinée en 1972 avec la réalisation d’un ouvrage scolaire, écrit en collaboration avec Serge Saint-Michel : Le Français et la BD. Par la suite il collabore avec André Juillard sur Isabelle Fantouri entre 1976 et 1980 ; date à partir de laquelle il commence à dessiner de nombreux récits pour le journal Tintin. Là, il rencontre des auteurs influents.
En 1981, Didier Convard succède à François Bourgeon pour les dessins de Brunelle et Colin. En 1986, il conçoit pour le magazine Vécu la série historique Les Héritiers du soleil. Parallèlement à la bande dessinée, il adapte pour Je bouquine des romans classiques tel que Poil de carotte de Jules Renard. Abandonnant progressivement le dessin, il ne se consacre bientôt plus qu’à l’écriture.
Il scénarise de nombreuses histoires, crée les Chats et Neige. On lui doit également Souvenirs de Toussaint en 1989, Finkel en 1994 ou encore Polka en 1995. Mais Didier Convard est surtout rédacteur d’une série ésotérique. Parmi les illustrateurs, il collabore avec André Juillard, Gine, Denis Falque, Gilles Chaillet, Éric Stalner et Pierre Wachs : Le Triangle secret.
À la suite de cette série, l’éditeur Glénat a développé la collection « La Loge noire » dans laquelle sont publiées les séries dérivées INRI, Hertz et Les Gardiens du sang. Le Triangle secret fait aussi l’objet d’un roman. Le second tome, Les Cinq Templiers de Jésus, est sorti aux éditions Mazarine-Glénat.
En 2016, pour le centenaire du journal satirique le Canard enchaîné, Didier Convard, épaulé par le dessinateur Pascal Magnat, signe la BD L’incroyable histoire du Canard enchaîné. L'album, publié par les Éditions des Arènes, est dédié notamment à Cabu, collaborateur du Canard enchaîné qui a été assassiné lors de l'attentat contre Charlie Hebdo. La bande dessinée, qui se vend à plus de 500 000 exemplaires, est rééditée à deux reprises en 2018 
 puis en 2019, avec, à chaque fois, une nouvelle couverture et des pages supplémentaires.

## Œuvres en bande dessinée

### Albumsone shots
- Les Cathares, Magnard, 1980
Scénario et couleurs : André Juillard - Dessin : Didier Convard
- Les Huit Jours du diable, Éditions du Lombard collection « Histoires et Légendes », 1983
Scénario et dessin : Didier Convard
- Songe et les forges de la guerre, Magnard, 1985
Scénario : Didier Convard - Dessin et couleurs : Son
- Sur les ailes du temps, Glénat, 1985
Scénario et dessin : Didier Convard
- À l’ombre des dieux, Éditions du Lombard collection « Histoires et Légendes », 1986
Scénario : Didier Convard - Dessin et couleurs : Sonk
- Le 9e Jour du diable, Éditions du Lombard collection « Histoires et Légendes », 1986
Scénario et dessin : Didier Convard
- La Nuit du président : L’odeur du pouvoir, Ifrane, 1996
Scénario : Didier Convard - Dessin et couleurs : Paul
- Petite mort en un acte, Glénat collection « Grafica », 2009
Scénario : Didier Convard et Éric Adam - Dessin et couleurs : Paul
- L’Assassinat du Père Noël, Glénat, 2010
Scénario : Didier Convard et Éric Adam - Dessin et couleurs : Paul - d’après le roman de Pierre Véry
- Le Pendule de Foucault[11], Glénat, 2012
Scénario : Didier Convard et Éric Adam - Dessin : Fred Vignaux - Couleurs : Fred Vignaux
- La Chenue[12], Vents d'Ouest, 2013
Scénario : Didier Convard et JB Djian - Dessin : Sébastien Corbet - Couleurs : Stéphane Heurteau
- L'Enfant nu[13], Vagabondages, 2014
Scénario : Didier Convard et JB Djian - Dessin : Sébastien Corbet
- Vercingétorix[14], Glénat & Fayard, collection «Ils ont fait l'Histoire», 2014
Scénario : Didier Convard, Stéphane  Bourdin et Éric Adam  - Dessin : Fred  Vignaux - réédition en 2019 (collection Le Monde présente)[15].

### Comme coloriste
- Ariane, Fleurus, 1986
Scénario : Philippe Brochard - Dessin : Pierre Brochard - Couleurs : Didier Convard
- S.O.S. Gwenn Mor, Fleurus, 1987
Scénario : Philippe Brochard - Dessin : Pierre Brochard - Couleurs : Didier Convard
- Blake et Mortimer T14 : La Machination Voronov, Éditions Blake et Mortimer, 2000
Scénario : Yves Sente - Dessin : André Juillard - Couleurs : Didier Convard

## Romans

### Littérature jeunesse
- Le Sourire du fou (Glénat, 1991)
- Le Manoir d’Orleur[16] (Magnard jeunesse, coll. «  Tipik  », 1997)
- Les Trois Crimes d’Anubis (Magnard jeunesse, coll. «  Tipik  », 1997)
- Dix petits Blacks (Magnard jeunesse, coll. «  Tipik  », 1998)
- À ce cher Romuald (Magnard jeunesse, coll. «  Tipik  », 1999)

### Littérature générale
- Le Triangle secret :

1. Les Larmes du pape (Mazarine-Glénat, 2006 – Le Livre de poche, 2008)
2. Les Cinq Templiers de Jésus (Mazarine-Glénat, 2007 – Le Livre de poche, 2010)

- Vinci et l'ange brisé (Fayard, 2010 - Le Livre de poche, 2012)
- Michelangelo et le banquet des damnés (Fayard, 2012)

## Télévision
Scénario de Disparitions, le retour aux sources, série de 12 épisodes sur France 3.

## Récompenses
- 1988 : Alfred Enfant au festival d'Angoulême pour Neige, t. 1 : Les Brumes aveugles (avec Gine)[17]
- 1990 : Prix du meilleur scénariste, pour Gobe-mouche (série Souvenirs de Toussaint) paru chez Glénat, au douzième Festival de la bande dessinée d'Hyères[18]